# Selección de fútbol del Imperio Ruso
La Selección de fútbol del Imperio Ruso era el equipo de fútbol de que representaba al Imperio ruso desde 1910 a 1914.

## Historia
El Imperio ruso jugó su primer partido internacional, extraoficial, en octubre de 1910 contra la selección nacional de Bohemia, ganando 5-4; esta fue la única victoria que consiguió esta selección jugando un partido internacional. La Unión de Fútbol ruso fue fundada en enero de 1912 y fue admitida por la FIFA en el mismo año. El primer partido internacional, oficial, del Imperio ruso, fue el segundo partido de ronda contra la selección nacional de Finlandia, en las Olimpiadas de verano de 1912, en Estocolmo.
El desarrollo de la liga de fútbol en el Imperio Ruso estuvo parado por el estallido de Primera Guerra Mundial en 1914. Los partidos previstos con la selección nacional de Alemania y la selección nacional de Francia,  para la primavera de 1915 fueron cancelados. Un número grande de jugadores fue asesinado en la guerra y otros huyeron el país después de la Revolución rusa de 1917. La selección de fútbol de la URSS se formó en agosto de 1923 y fue aceptada por la FIFA, como el sucesor del equipo de fútbol de Imperio ruso, y no fue hasta 1992, que volvería a ser, la Selección de fútbol de Rusia.

## Estadísticas

### Juegos Olímpicos
| Juegos Olímpicos                                | Juegos Olímpicos | Juegos Olímpicos | Juegos Olímpicos | Juegos Olímpicos | Juegos Olímpicos | Juegos Olímpicos | Juegos Olímpicos |
| Año                                             | Ronda            | J                | G                | E                | P                | GF               | GC               |
| ----------------------------------------------- | ---------------- | ---------------- | ---------------- | ---------------- | ---------------- | ---------------- | ---------------- |
| 1912                                            | Cuartos de final | 2                | 0                | 0                | 2                | 1                | 18               |
| Véase Selección de fútbol de la Unión Soviética |                  |                  |                  |                  |                  |                  |                  |
| Total                                           | 1/1              | 2                | 0                | 0                | 2                | 1                | 18               |

## Partidos
La selección nacional del Imperio Ruso, jugó un número total de 8 partidos internacionales oficiales y 8 no oficiales entre octubre de 1910 y julio de 1914.
| Fecha                    | Lugar                  | Estadio                 | Competición          | Adversario                | Resultado |
| ------------------------ | ---------------------- | ----------------------- | -------------------- | ------------------------- | --------- |
| 16 de octubre de 1910    | San Petersburgo, Rusia | Estadio de deporte      | Partido extraoficial | Bohemia                   | 5-4       |
| 23 de octubre de 1910    | Moscú, Rusia           | Estadio ZKS             | Partido extraoficial | Bohemia                   | 1-0       |
| 2 de septiembre de 1911  | San Petersburgo, Rusia | Estadio Nevsky          | Partido extraoficial | Aficionados de Inglaterra | 0-14      |
| 3 de septiembre de 1911  | San Petersburgo, Rusia | Estadio Nevsky          | Partido extraoficial | Aficionados de Inglaterra | 0-7       |
| 4 de septiembre de 1911  | San Petersburgo, Rusia | Estadio Nevsky          | Partido extraoficial | Aficionados de Inglaterra | 0-11      |
| 6 de mayo de 1912        | Moscú, Rusia           | Club de golf Union      | Partido extraoficial | Finlandia                 | 1–1       |
| 30 de junio de 1912      | Estocolmo, Suecia      | Estadio olímpico        | JJOO de verano 1912  | Finlandia                 | 1–2       |
| 1 de julio de 1912       | Estocolmo, Suecia      | Estadio olímpico        | JJOO de verano 1912  | Alemania                  | 0–16      |
| 3 de julio de 1912       | Estocolmo, Suecia      | Tranebergs Idrottsplats | Partido amistoso     | Noruega                   | 1–2       |
| 12 de julio de 1912      | Moscú, Rusia           | Parque Sokolniki        | Partido extraoficial | Hungría                   | 0–9       |
| 14 de julio de 1912      | Moscú, Rusia           | Parque Sokolniki        | Partido amistoso     | Hungría                   | 0–12      |
| 29 de abril de 1913      | San Petersburgo, Rusia | Estadio Nevsky          | Partido extraoficial | Suecia                    | 1–5       |
| 4 de mayo de 1913        | Moscú, Rusia           | Parque Sokolniki        | Partido amistoso     | Suecia                    | 1–4       |
| 14 de septiembre de 1913 | Moscú, Rusia           | Parque Sokolniki        | Partido amistoso     | Noruega                   | 1–1       |
| 5 de julio de 1914       | Estocolmo, Suecia      | Estadio olímpico        | Partido amistoso     | Suecia                    | 2–2       |
| 12 de julio de 1914      | Christiania, Noruega   | Bislett                 | Partido amistoso     | Noruega                   | 1–1       |

## Registros de jugador

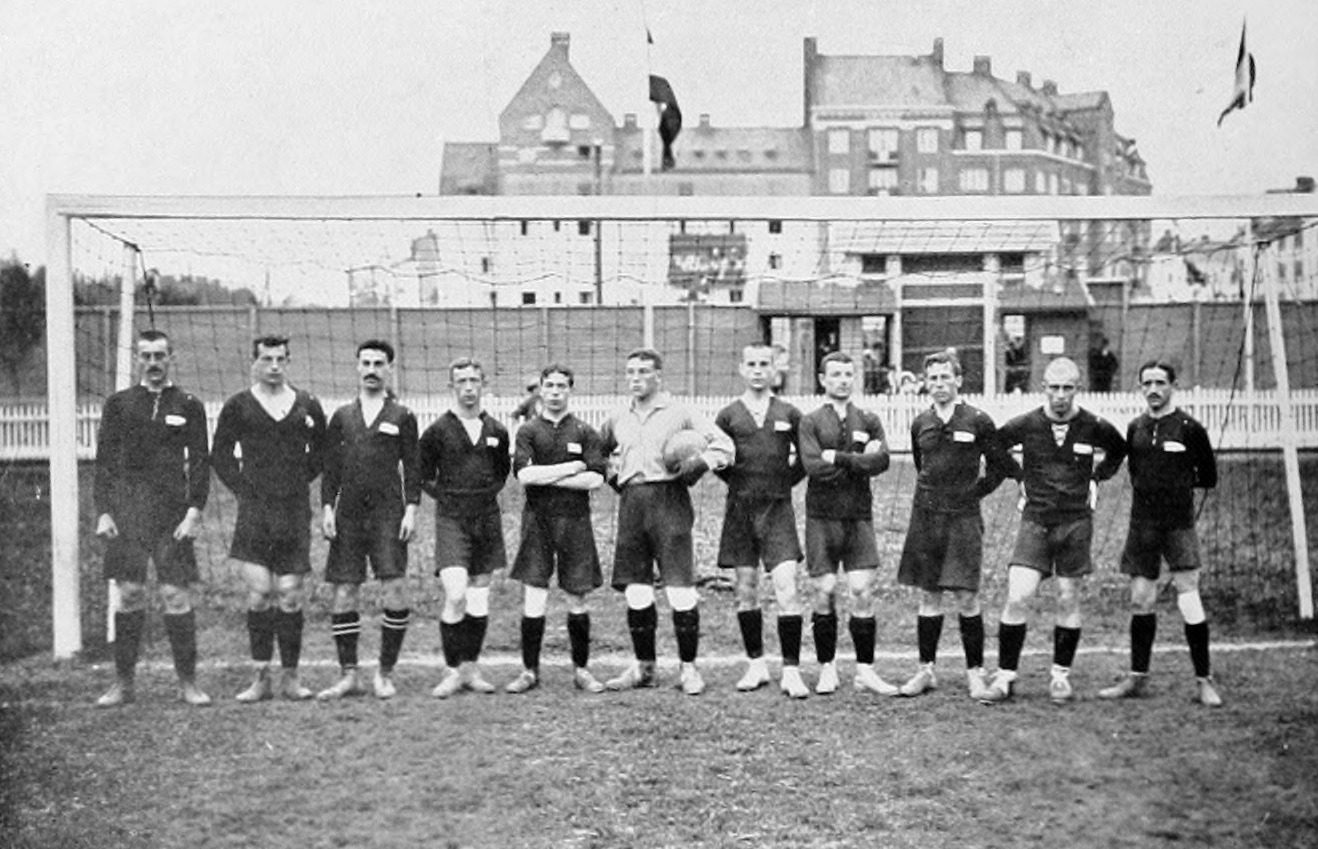
Selección de fútbol del Imperio ruso en las olimpiadas de 1912

### Más participaciones
- Vasily Zhitarev, 8
- Nikita Khromov, 6
- Vasily Butusov, 5
- Andrei Akimov, 4
- Pyotr Sokolov, 4
- Nikolai Denisov, 3
- Lev Favorsky, 3
- Dmitri Matrin, 3
- Aleksandr Filippov, 3
- Fyodor Rimsha, 3
- Sergei Romanov, 3
- Mikhail Smirnov, 3
- Ivan Vorontsov, 3
- Mikhail Yakovlev, 3

### Goleadores
- Vasily Zhitarev, 4
- Vasily Butusov, 1
- Aleksandr Krotov, 1
- Valentin Sysoyev, 1

## Directores Técnicos
- Georges Duperron (1910–1913)
- Robert Fulda (1914)